# William Goh
William Goh Seng Chye (Szingapúr, 1957. június 25. –) szingapúri római katolikus pap, a Szingapúri főegyházmegye érseke, bíboros.

## Életrajza

### A kezdetek, tanulmányai
Goh Szingapúrban született, a Montfort Junior Schoolba és a Montfort Secondary Schoolba járt Hougangban, ahol élt. Filozófiai tanulmányait a nagyszemináriumban folytatta, teológiai tanulmányait pedig a szingapúri nagyszemináriumban végezte. Goh a szeminaristák első évfolyamába tartozott, akik az újonnan épült Punggolban lévő Xavéri Szent Ferenc Szemináriumban végeztek.
A diploma megszerzése után a Szent Kereszt templomba került, ahol Nicholas Chia (a későbbi szingapúri érsek) segédpapjaként szolgált. 1985-ben a római Pápai Urbaniana Egyetemen teológiai bakkalaureátust szerzett. 1985. május 1-én szentelte pappá Gregory Yong, Szingapúr érseke a Szent Család templomban. Goh Rómában folytatta tanulmányait, és a Gregoriana Pápai Egyetemen szerzett dogmatikus teológiai licenciátust.
Szingapúrba visszatérve a nagyszemináriumban rezidens képzőként és beavatási évfolyam-igazgatóként, valamint a szisztematikus teológia előadójaként dolgozott. 1992-ben a Szent Anna templom plébánosává is kinevezték. 1995-ben Goh az Ázsiai Püspöki Konferenciák Szövetségének Teológiai Tanácsadó Bizottságának tagja lett. A nagyszeminárium tanulmányi dékánja, majd prokurátora, végül pedig rektora lett. Goh volt a főegyházmegyei Katolikus Lelkiségi Központ, az Amplify Youth Ministry, a Jesus Youth Singapore és a Catholic Charismatic Renewal Experience lelki vezetője.

### Koadjutor érsek
2012. december 29-én XVI. Benedek pápa kinevezte Goht a Szingapúri főegyházmegye koadjutor érsekévé. Püspökké szentelte 2013. február 22-én Leopoldo Girelli, a Szingapúri Köztársaság apostoli nunciusa, valamint Nicholas Chia és Murphy Pakiam társszentelők. Felszentelésén részt vett a Szingapúri Köztársaság elnöke, Tony Tan Keng Yam, Teo Chee Hean miniszterelnök-helyettes, Sundaresh Menon szingapúri főbíró, állami méltóságok, húsz püspök, több mint 170 pap és mintegy 14 000 római katolikus, valamint a főbb szingapúri vallások képviselői. Lee Hsien Loong miniszterelnök Gohnak írt levelében azt mondta, hogy a szingapúri kormány mindig is „szoros és együttműködő kapcsolatot” ápolt a szingapúri katolikus érsekséggel, és reméli, hogy a jó kapcsolataikat folytatni és erősíteni tudja a leendő érsekkel.
Püspökké szentelése másnapján Goh fogadást adott a Katolikus Lelkiségi Központban. A vendégek között volt Lee Hsien Loong miniszterelnök és felesége is. A meghívott vendégek között volt Sundaresh Menon főbíró, parlamenti képviselők és a vallásközi szervezetek tagjai is.
Goh a világiasság kérdésével foglalkozott, mondván: „Az egyház legnagyobb aggodalma ma egyszerűen az, hogy a világ túlságosan szekularizálódik. Ez önmagában nem helytelen. Hanem amikor a szekularizáció szekularizmussá válik – vagyis egyház- és vallásellenessé. És így vallás nélkül, az abszolútumba vetett hit nélkül, mert Isten az abszolútum, akkor nincs objektív alapunk az erkölcsi értékekhez... Ennek eredményeképpen az emberek megosztottak, az emberek széttöredezettek, mert az egész a relativizmuson alapul, ami egyszerűen azt jelenti, hogy mindenki maga gondolkodik. Hogyan tudnánk egységes társadalmat építeni, ha nincs viszonyítási pontunk, nincs alapunk az egységhez?”
Goh azt is elmondta, hogy az egyház a társadalom közös javát, például az igazságosságot, a harmóniát és a haladást tartja szem előtt, és továbbra is együtt fog működni a kormánnyal, hogy elérje a társadalom számára ezeket a közös javakat. Hozzátette, hogy az egyház elismeri, hogy a társadalom igazságos rendezése az állam felelőssége és hatásköre, és hogy az egyház nem veheti át a kormány szerepét, és nem kényszerítheti rá értékrendjét más vallású hívőkre. Arra a kérdésre, hogy mi az első számú prioritása szingapúri érsekként, azt válaszolta, hogy a szingapúri fiatalok bevonása, mivel ők „élénkek, kreatívak és tele vannak energiával.” Hozzátette, hogy szeretne találkozni velük, hogy megértse törekvéseiket és azt, hogyan járulhatnak hozzá a római katolikus egyház növekedéséhez.
Goh azt is ígérte, hogy felülvizsgálja az egyház struktúráját, és hatékonyabbá és eredményesebbé teszi azt, hogy az egyházon belül nagyobb legyen a kommunikáció és a megértés, hogy az egyház egységben és békében működhessen és dolgozhasson.

### Érsek
Goh 2013. május 20-án lett érsek, amikor Ferenc pápa elfogadta elődje, Nicholas Chia Yeck Joo érsek lemondását. Ő a második szingapúri születésű pap, aki érseki tisztséget tölt be. Hivatalának sajtóközleménye szerint egyik első feladata, hogy „erősítse a testvéri kötelékeket a papságban, és hasznosítani tudja paptestvérei karizmáit és szenvedélyét”, hogy képessé tegye a laikusokat arra, hogy „társfelelőssé váljanak az egyház küldetésében.” Bejelentette a kulcsfontosságú tisztviselők új felállását is. Május 24-én iktatták be tisztségébe.
2014-ben Goht a Vallási Harmónia Elnöki Tanácsának, 2015-ben pedig a Kisebbségi Jogok Elnöki Tanácsának tagjává nevezték ki.

### Bíboros
2022. május 29-én Ferenc pápa bejelentette, hogy bíborossá kívánja kreálni. Az augusztus 27-i konzisztóriumon bíborosi méltóságra emelték, címtemplomául pedig a Santa Maria Regina Pacis a Ostia Lido-templomot jelölték ki. Goh az első szingapúri bíboros.
2023-ban Malajzia, Szingapúr és Brunei Katolikus Püspöki Konferenciájának alelnökévé választották.